# Lasse Boesen
Lasse Motzkus Boesen (Vamdrup, Danska, 18. rujna 1979.) je danski rukometaš i nacionalni reprezentativac. Trenutno nastupa za domaći KIF Kolding u kojem nosi dres s brojem 3. Pozicija rukometaša je lijevi vanjski.
Boesen je rukometnu karijeru počeo u KIF Koldingu dok je od 2003. do 2006. nastupao za španjolski San Antonio s kojim je 2005. osvojio španjolsko prvenstvo te je igrao u finalima EHF Lige prvaka. Nakon toga se vraća u KIF Kolding na jednu sezonu. Boesenova karijera se nastavlja u Bundesligi gdje najprije igra za TBV Lemgo a nakon toga za SG Flensburg-Handewitt da bi se 2011. igrač ponovo vratio u Dansku, odnosno u KIF Kolding.
Jednako uspješan, Lasse Boesen je bio i na reprezentativnom planu te je s Danskom osvojio europsko zlato (Norveška 2008.) te svjetsko srebro (Švedska 2011.) i broncu (Njemačka 2007.).

## Vanjske poveznice
- Profil igrača na web stranicama SG Flensburg-Handewitta  Arhivirana inačica izvorne stranice od 5. svibnja 2011. (Wayback Machine)
- Profil igrača na Handball-World.com  Arhivirana inačica izvorne stranice od 10. studenoga 2007. (Wayback Machine)